# Elisabeth Ronget-Bohm
Elisabeth Ronget-Bohm (* 9. September 1899 in Konitz; † 24. Juni 1980 in Paris) war eine deutsch-französische Malerin der Verschollenen Generation. Ihr Frühwerk war stark kubistisch beeinflusst.

## Herkunft und Familie
Elisabeth Ronget-Bohm, ursprünglich Liesbeth Bohm, stammt aus einer jüdischen Familie im damaligen Westpreußen. Sie war eine von zwei Töchtern des Rechtsanwalts und späteren Geheimen Justizrats Salomon Bohm (1860–1942) und der aus Bernburg stammenden Margarete geb. Spanier (1876–1943). Im Jahr 1903 zog die Familie nach Hannover. Nach der Machtergreifung der Nationalsozialisten wurden die Eltern 1939 in das sogenannte „Judenhaus“ in der Ellernstraße 16 eingewiesen, damals ein jüdisches Krankenhaus und Pflegeheim. Im Jahr 1942 wurden die Eltern in das KZ Theresienstadt deportiert und dort ermordet.

## Leben
Bohm besuchte in Hannover die Schule. Ihr Vater war Gründungsmitglied der dortigen Kestner-Gesellschaft. Früh zeigte sich ihre künstlerische Begabung und sie wurde ab 1913 von Ludwig Vierthaler an der Kunstgewerbe- und Handwerkerschule Hannover ausgebildet. Sie besuchte die Akademie der Bildenden Künste München, wobei sie das Geld für ihr Studium im Trachtengeschäft Wallach und mit Arbeiten für die Zeitschrift Die Dame verdiente. Nach anderen Quellen studierte sie jedoch an der Akademie in Wien, anschließend am Bauhaus Weimar und kam nach ihrer Rückkehr nach Berlin im Jahr 1926 mit den Künstlern der Novembergruppe in Kontakt. Sie arbeitete als freischaffende Malerin, stellte ihre kubistischen Bilder in Restaurants und Buchläden aus und konnte einige verkaufen. In München lernte sie die Malerin Elisabeth Keimer kennen, mit der sie eine intensive Freundschaft pflegte.
Nachdem der Einfluss der Nationalsozialisten in Deutschland immer stärker wurde, ging sie 1930 nach Paris. In einem Interview von 1974 sagte sie: „Ich ging schon 30 nach Paris. Ich sah die Ereignisse kommen.“ Sie schrieb sich an der Académie de la Grande Chaumière ein und verdiente ihren Lebensunterhalt mit der Dekoration von Restaurants und dem Entwerfen von Stoffen, Tapeten und Werbeplakaten für französische Modehäuser. Am 23. Oktober 1934 heiratete sie den Fliegeroffizier Georges Emile Ronget (1907–1950), Ritter der Ehrenlegion, der seit 1929 Militärpilot und ab 1933 Zivilpilot war. Er kam am 13. Oktober 1950 bei einem Flugzeugabsturz ums Leben, die Ehe war aber schon 1947 geschieden worden. Über ihren Mann wurde sie mit dem Kubisten André Lhote bekannt, mit dem sie erstmals 1934 im Salon d’Automne ausstellte. Es folgten weitere Einzelausstellungen und sie verkaufte Bilder an Sammler aus ganz Europa.
Nach dem Einmarsch der Wehrmacht in Frankreich im Juni 1940 ging Elisabeth Ronget-Bohm nach Toulouse und 1943 weiter Richtung Spanien, wo sie vor der Weiterfahrt nach Casablanca verhaftet wurde und acht Tage im Gefängnis verbrachte. Von Casablanca aus wollte sie ursprünglich nach New York weiterreisen, saß aber über ein Jahr fest. Im Jahr 1944 fuhr sie dann mit dem portugiesischen Luxusliner Serpa Pinto zu ihrer Schwester nach New York.
Spätestens ab 1948 war Ronget-Bohm wieder in Paris und begann nach eigener Aussage erstmals seit ihrer Flucht nach Toulouse im Jahr 1943 wieder zu malen. Im Jahr 1952 reiste sie erneut in die USA, wo sie in der Art Students League of New York ausstellte. Als sie 1953 nach Paris zurückkehrte, stellte sie im Salon des Réalités Nouvelles aus, 1956 im Salon des Surindependants und 1957 im Salon des Femmes Peintres. Weitere Ausstellungen hatte sie in Nizza und Cannes. Materielle Sorgen zwangen sie in den 1960er Jahren ein Examen im Versicherungswesen abzulegen. In den 1970er Jahren war sie gut im Pariser Kunstleben verankert und stellte wieder im Salon d'automne aus. Die Stadtverwaltung stellte ihr ab 1970 kostenlos ein modernes Atelier in der Rue Érard, im Osten der Stadt, zur Verfügung.
Ronget-Bohm starb am 24. Juni 1980 im Alter von 80 Jahren. Ihr Nachlass wurde am 20. Oktober 1980 im Auktionshaus Hôtel Drouot versteigert. Hierzu gab es einen speziellen Katalog in der La Gazette Drouot.

## Künstlerischer Stil
Ihr Frühwerk aus den 1930er Jahren wurde stark kubistisch beeinflusst. In den 1950er Jahren wurden die Konturen weicher und runder. Die Motivschwerpunkte des Frühwerks waren Stillleben, Menschen und Landschaften. In ihrem Spätwerk in den 1970er Jahren entstanden mehr und mehr abstrakte Kompositionen mit runden Konturen in Pastellfarben. Ihre Malerei zeigte nun deutlich den Einfluss von Picasso, dessen Motive sie in locker dekorativer Weise umformte.
Françoise de Perthuis, eine französische Pionierin des Kunstjournalismus, schrieb 1980 über Rongets Malstil: „Sie stellte nie aus, sie verkaufte nie, sie versuchte nie, Menschen mit ihrer Malerei bekannt zu machen. Und doch, welches Talent! Als Teil des Expressionismus wird es sich langsam zu einem Kubismus ohne Trockenheit oder Strenge entwickeln. Später wird es sich an den Rand der Abstraktion bewegen, mit kaum skizzierten Charakteren. Gerade Linien werden dann durch Rundungen ersetzt und die Farben werden weicher. Rongets Leinwände werden zu Schattierungen von Blau, Weiß, Gelb, Grau.“.

## Werke (Auswahl)
- Im Café (Öl auf Leinwand, 73,5 × 60,3 cm, 1920)[14]
- Stillleben (Öl auf Hartfaserplatte 58,5 × 69 cm, 1929)[15]
- Lautenspieler (Pastell, 58,4 × 47,1 cm, um 1930)[16]
- Lesendes Paar am Tisch (Öl auf Leinwand, 80 × 113 cm, 1933; Museum Kunst der Verlorenen Generation, Salzburg)[3]
- Stillleben (Öl auf Leinwand, 47 × 54,5 cm, 1936; Museum Kunst der Verlorenen Generation, Salzburg)[3]
- Dame mit Ventilator (Öl auf Leinwand, 50,8 × 40,6 cm, 1930er Jahre)[17]
- Dame mit Gitarre (Öl auf Leinwand, 50,8 × 48,3 cm, 1930er Jahre)[17]
- Café-Interieur mit Figuren (Öl auf Leinwand, 76,2 × 144,8 cm)[18]

## Anmerkung
1. ↑  Quellen nennen verschiedene Geburtsdaten. Diese reichen von 1896 (Museum Kunst der Verlorenen Generation), häufig wird 1899 genannt, aber auch 1905 kommt vor (AKL Online). Korrekt sind allerdings 1899 als Geburts- und 1980 als Sterbejahr.